# Marlo Thomas
Marlo Thomas, pseudonimo di Margaret Julia Thomas (Detroit, 21 novembre 1937), è un'attrice e comica statunitense.

## Biografia
Figlia d'arte, essendo il padre l'attore comico Danny Thomas, mentre la madre, Rose Marie Cassaniti, era italo-americana, di origine siciliana. Ha una sorella di nome Theresa e un fratello di nome Tony, noto produttore cinematografico. Nel 1980 ha sposato il conduttore televisivo Phil Donahue.

## Filmografia

### Cinema
- Jenny, regia di George Bloomfield (1970)
- Thieves, regia di John Berry (1977)
- Due donne e un assassino (In the Spirit), regia di Sandra Seacat (1990)
- Una bionda naturale (The Real Blonde), regia di Tom DiCillo (1997)
- Starstruck, regia di John Enbom (1998)
- Gigolò per sbaglio (Deuce Bigalow: Male Gigolo), regia di Mike Mitchell (1999)
- Playing Mona Lisa, regia di Matthew Huffman (2000)
- LOL - Pazza del mio migliore amico (LOL), regia di Lisa Azuelos (2012)
- In the Woods, regia di Jennifer Elster (2013)

### Televisione
- The Many Loves of Dobie Gillis – serie TV, 1 episodio (1960)
- Indirizzo permanente (77 Sunset Strip) – serie TV, episodio 3x02 (1960)
- I racconti del West (Zane Grey Theater) – serie TV, 1 episodio (1961)
- Thriller – serie TV, episodio 1x24 (1961)
- Make Room for Daddy – serie TV, 1 episodio (1961)
- Insight – serie TV, 1 episodio (1962)
- The Joey Bishop Show – serie TV, 18 episodi (1961-1962)
- Sotto accusa (Arrest and Trial) – serie TV, episodio 1x26 (1964)
- Bonanza - serie TV, episodio 5x28 (1964)
- Il mio amico marziano (My Favorite Martian) – serie TV, 1 episodio (1964)
- Wendy and Me – serie TV, 1 episodio (1964)
- Un equipaggio tutto matto (McHale's Navy) – serie TV, 1 episodio (1964)
- Valentine's Day – serie TV, 1 episodio (1965)
- Two's Company – film TV, regia di Peter Tewksbury (1965)
- The Donna Reed Show – serie TV, 1 episodio (1965)
- Ben Casey – serie TV, episodio 4x25 (1965)
- Cricket on the Hearth – film TV, regia di Jules Bass e Arthur Rankin Jr. (1967)
- Quella strana ragazza (That Girl) – serie TV, 137 episodi (1966-1971)
- The ABC Saturday Superstar Movie – serie TV, 1 episodio (1973)
- Acts of Love and Other Comedies – film TV, regia di Dwight Hemion (1973)
- Buongiorno, dottor Bedford (The Practice) – serie TV, 1 episodio (1976)
- It Happened One Christmas – film TV, regia di Donald Wrye (1977)
- The Lost Honor of Kathryn Beck – film TV, regia di Simon Langton (1984)
- Segreto di famiglia (Consenting Adult) – film TV, regia di Gilbert Cates (1985)
- Nobody's Child – film TV, regia di Lee Grant (1986)
- Held Hostage: The Sis and Jerry Levin Story – film TV, regia di Roger Young (1991)
- Ultimate Betrayal – film TV, regia di Donald Wrye (1994)
- Mio figlio è tornato (Reunion) – film TV, regia di Lee Grant (1994)
- Pappa e ciccia (Roseanne) – serie TV, 1 episodio (1996)
- Frasier – serie TV, 3 episodi (1999)
- Ally McBeal – serie TV, 2 episodi (2000)
- Two Against Time – film TV, regia di David Anspaugh (2002)
- Friends – serie TV, 3 episodi (1996-2002)
- Deceit – film TV, regia di John Sacret Young (2004)
- Law & Order - Unità vittime speciali (Law & Order: Special Victims Unit) – serie TV, 4 episodi (2004)
- Ugly Betty – serie TV, 1 episodio (2007)
- The New Normal – serie TV, 1 episodio (2012)

## Doppiatrici italiani
Nelle versioni in italiano delle opere in cui ha recitato, Marlo Thomas è stata doppiata da:
- Rita Savagnone in Friends
- Daniela Nobili in Law & Order - Unità vittime speciali
- Sonia Scotti in Quella strana ragazza
- Anna Rita Pasanisi in Playing Mona Lisa
- Paila Pavese in LOL - Pazza del mio migliore amico
- Stefania Giacarelli in Mio figlio è tornato
- Serena Verdirosi in Deceit
- Giovanna Martinuzzi in Ocean's 8
- Chiara Salerno in Ballers
- Ludovica Marineo in Wet Hot American Summer: Ten Years Later